# Яков Свердлов (фильм)
«Яков Свердлов» — советский полнометражный чёрно-белый фильм, снятый режиссёром Сергеем Юткевичем на киностудии «Союздетфильм» в 1940 году. Вышел на экраны 12 декабря 1940 года.

## Сюжет
О жизни и деятельности второго председателя ВЦИК Я. М. Свердлова (1885—1919).
1902 год. Молодой Яков Свердлов в лавке антиквара на Нижегородской ярмарке приглядел печатный станок для подпольной типографии. Максим Горький помогает ему раздобыть деньги на его покупку. В подполье развивается и крепнет организаторский талант Свердлова
1905 год. Яков Свердлов проводит большую агитационную работу среди уральских рабочих, призывает их к вооружённому восстанию против царизма. Искренность и простота Свердлова, отзывчивость и внимание к простым людям делают его желанным гостем в любом рабочем доме. Сын рабочего Лёнька Сухов на всю жизнь сохраняет к нему нежную привязанность. Царская охрана выслеживает Свердлова и бросает его в тюрьму, но и здесь он не прекращает борьбу. По его инициативе в ответ на репрессии тюремной администрации заключённые объявляют голодовку. Свердлова отправляют в ссылку в Сибирь.
1917 год. Ленин и Свердлов в Петрограде. С трибуны учредительного собрании, отстранив эсеровского оратора, он оглашает первые декреты Советской власти. Свердлов, находящийся на посту председателя ВЦИК, приезжает в Нижний Новгород, где хозяйничают замаскировавшиеся враги под руководством секретаря губкома партии троцкистом Мироновым. Резкое выступление Свердлова, разоблачающее предателей, вносит ясность в сознание обманутых рабочих, помогает партийной организации покончить с троцкистами. Миронову удаётся получить назначение на фронт, где он предательски расстреливает друга Свердлова — рабочего Трофимова. Яков Михайлович неизлечимо болен, но несмотря на это он готовится к VIII съезду партии. Больного Свердлова навещает Ленин. До последней минуты Яков Михайлович остаётся на посту председателя. С трибуны VIII съезда выступает Владимир Ленин с речью, посвящённой его памяти.

## В ролях
- Леонид Любашевский — Яков Свердлов
- Максим Штраух — Ленин
- Андро Кобаладзе — Сталин (в редакции 1965 г. удалён)
- Павел Кадочников — Максим Горький / Лёнька Сухов в молодости
- Василий Марков — Феликс Дзержинский
- Павел Шпрингфельд — Алексей Сухов
- Игорь Смирнов — Лёнька Сухов в детстве
- Александр Гречаный — Вотинов, «Комар»
- Владимир Владиславский — Казимир Петрович, филёр
- Николай Охлопков — Федор Шаляпин
- Ксения Тарасова — Анисья, жена Сухова
- Иван Назаров — Аким
- Иван Любезнов — уголовник
- Николай Крючков — Трофимов
- Ирина Федотова — Зина, жена Миронова
- Николай Горлов — Константин Миронов

## Съемочная группа
- Композитор: Давид Блок
- Звукорежиссёр: Алексей Машистов
- Оператор: Жозеф Мартов
- Художник: Владимир Каплуновский
- Директор: Яков Светозаров

## Награды
- Сталинская премия второй степени (1941) — удостоены режиссёр С. И. Юткевич, актёр Л. С. Любашевский[3]